# Fonos (mitología)

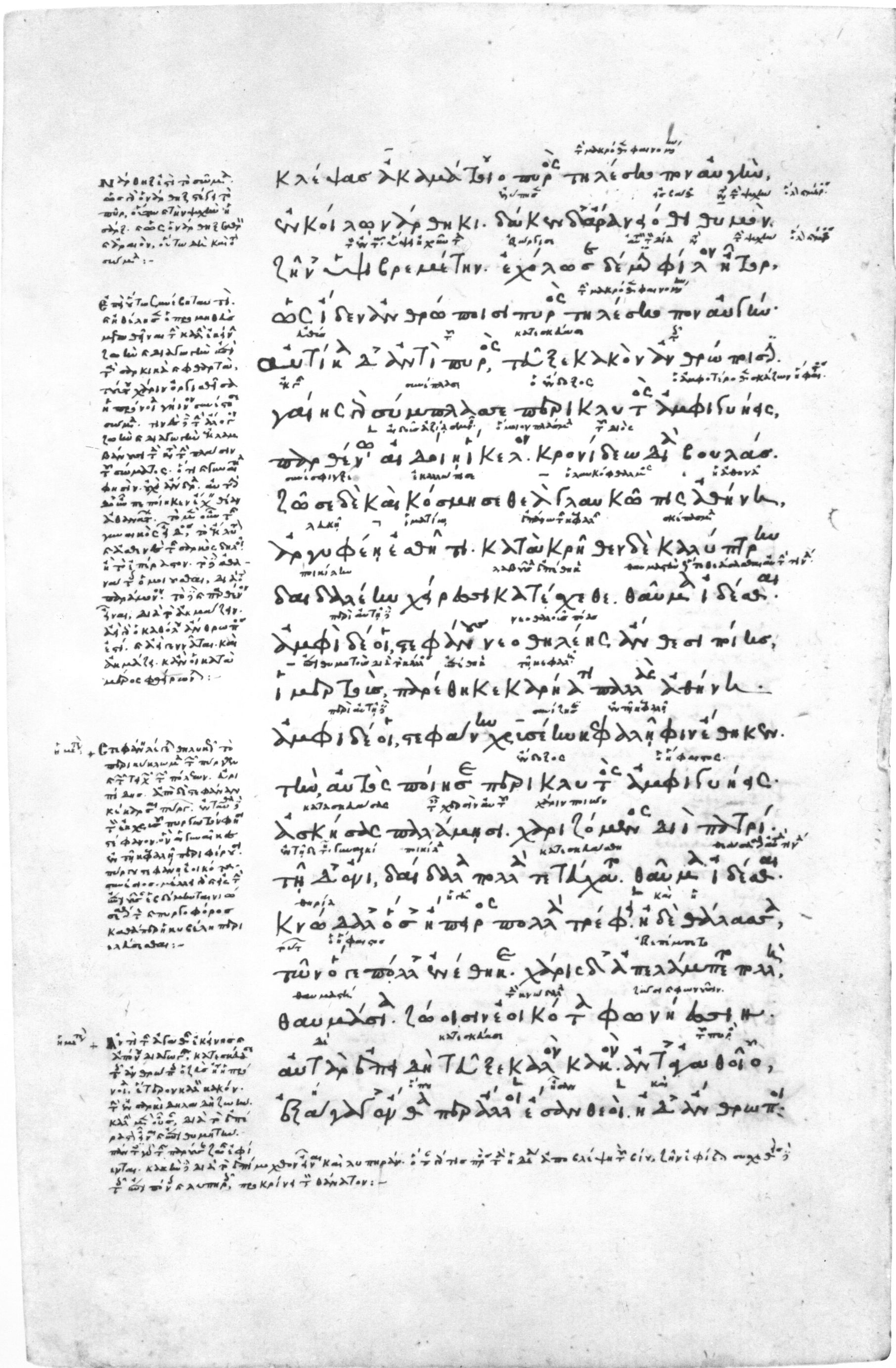
Fragmento de la Teogonía de Hesíodo. Hesiod, en ms. Venice, Biblioteca Marciana, Gr. 464, fol. 158v

En la mitología griega, los Fonos eran unas abstracciones que personificaban los asesinatos y las matanzas. Como tantos espíritus malignos, los Fonos fueron engendrados por Eris (la discordia) sin otra intervención.
Aunque para algunos autores, como Quinto de Esmirna, los Fonos pueden estar presentes también en las guerras, Hesíodo, en su Teogonía, distingue los Fonos de sus hermanas las Androctasias, que a diferencia de ellos, representaban las matanzas que ocurren en el campo de batalla.